# 세르게이 페센코
세르게이 레오니도비치 페센코(우크라이나어: Сергей Реонидович Фесенко, 1959년 1월 29일 ~ )는 우크라이나의 전직 수영 선수이다. 그는 1980년 모스크바 올림픽에서 소련을 대표하여 200m 접영에서 금메달을 획득했다.
크리비리흐 출신인 그는 키예프 대학교 체육 학과를 졸업했다. 그는 "아반가르드" 클럽 (키예프)에 참가했다. 그는 모스크바 올림픽에서 200m 접영을 우승하고 400m 개인혼영에서 은메달을 땄다. 그는 1978년 세계 수영 선수권 대회에서 은메달을 땄고 1982년 세계 수영 선수권 대회 200m 접영에서 은메달을 땄다. 그는 1982년 세계 수영 선수권 대회 400m 개인혼영에서 동메달을 땄다. 그는 1983년 유럽 수영 선수권 대회 200m 접영에서 은메달을 땄고, 1981년 유럽 수영 선수권 대회 200m 접영에서 동메달을 땄다.
세르게이는 1980년에 그의 학교 동창 이리나 페센코와 결혼했다. 그들은 2명의 아들이 있다.

## 참조
1. ↑  "1980년 모스크바 하계 올림픽 – 수영" 보관됨 2008-09-16 - 웨이백 머신 – databaseOlympics.com (2008년 9월 26일)

- sports-reference[깨진 링크(과거 내용 찾기)]